# Nati nel 1929/Febbraio
| Questa pagina contiene informazioni ricavate automaticamente dalle voci biografiche con l'ausilio del template Bio e di un bot. L'aggiornamento è periodico e automatico e ricostruisce completamente la pagina. Se manca una persona in questa lista, sei pregato di non aggiungerla, ma accertati piuttosto che la sua voce biografica contenga il template Bio e che i dati anagrafici siano correttamente compilati. Se il template Bio manca, inseriscilo tu stesso o, in alternativa, metti l'avviso {{tmp\|Bio}} che ne segnala la mancanza. Se i dati riportati sono sbagliati, correggi direttamente la voce biografica; le modifiche saranno visibili in questa lista entro pochi giorni. Per chiarimenti vedi il progetto biografie. La lista contiene solo le 178 persone che sono citate nell'enciclopedia e per le quali è stato implementato correttamente il template Bio. Pagina aggiornata al 10 lug 2025. |

- 1º febbraio - Aldo Felice Casotti, partigiano italiano († 1944)
- 1º febbraio - Basilio Lami Dozo, generale argentino († 2017)
- 1º febbraio - Nicholas Nagy-Talavera, storico ungherese († 2000)
- 1º febbraio - Oberdan Orlandi, calciatore italiano († 1995)
- 1º febbraio - Beniamino Placido, giornalista, critico letterario e conduttore televisivo italiano († 2010)
- 1º febbraio - Giorgio Pruzzo, calciatore italiano († 2010)
- 1º febbraio - David Sopher, pallanuotista indiano († 2019)
- 1º febbraio - Angelo Villa, ex calciatore italiano
- 2 febbraio - Sheila Allen, attrice statunitense († 2013)
- 2 febbraio - George Band, alpinista e geologo britannico († 2011)
- 2 febbraio - Věra Chytilová, regista ceca († 2014)
- 2 febbraio - Romano Corsini, fantino italiano († 2013)
- 2 febbraio - John Henry Holland, fisico, matematico e informatico statunitense († 2015)
- 2 febbraio - Bruce Kirby, inventore, designer e velista canadese († 2021)
- 2 febbraio - Carlos Alberto Lacoste, ammiraglio e politico argentino († 2004)
- 2 febbraio - Igino Lazzari, giornalista e critico musicale italiano († 2000)
- 2 febbraio - Giovanni Narzisi, regista, sceneggiatore e direttore della fotografia italiano
- 2 febbraio - Don Rope, hockeista su ghiaccio canadese († 2009)
- 3 febbraio - Elmer Behnke, cestista statunitense († 2018)
- 3 febbraio - Néstor Carballo, calciatore uruguaiano († 1981)
- 3 febbraio - Barbara Fazio, attrice brasiliana († 2019)
- 3 febbraio - Giacomo Grisa, calciatore e allenatore di calcio italiano
- 3 febbraio - Pedro Nájera, calciatore messicano († 2020)
- 3 febbraio - Wally Parobec, cestista canadese († 1995)
- 3 febbraio - Gianpistone, artista, pittore e scenografo italiano († 2020)
- 3 febbraio - Camilo Torres Restrepo, presbitero, guerrigliero e rivoluzionario colombiano († 1966)
- 4 febbraio - Jerry Adler, attore e regista teatrale statunitense
- 4 febbraio - Osvaldo Biancardi, calciatore italiano († 1988)
- 4 febbraio - Reino Börjesson, calciatore svedese († 2023)
- 4 febbraio - Marinka Dallos, pittrice ungherese († 1992)
- 4 febbraio - Stanley Drucker, clarinettista statunitense († 2022)
- 4 febbraio - Neil Johnston, cestista e allenatore di pallacanestro statunitense († 1978)
- 4 febbraio - Luboš Kolář, cestista cecoslovacco († 2012)
- 4 febbraio - Antonio Parras, fumettista spagnolo († 2010)
- 4 febbraio - Silvano Tintori, architetto italiano († 2020)
- 4 febbraio - Francisco Zuluaga, allenatore di calcio e calciatore colombiano († 1993)
- 5 febbraio - Hal Blaine, batterista statunitense († 2019)
- 5 febbraio - Bruce Bourke, nuotatore e pallanuotista australiano († 2023)
- 5 febbraio - Luc Ferrari, compositore francese († 2005)
- 5 febbraio - Vinicio Lazzarini, ex calciatore italiano
- 5 febbraio - Tiberio Murgia, attore italiano († 2010)
- 5 febbraio - Domenico Rosati, politico, sindacalista e giornalista italiano († 2024)
- 5 febbraio - Fred Sinowatz, politico austriaco († 2008)
- 5 febbraio - Giancarlo Tesini, politico e dirigente sportivo italiano († 2023)
- 6 febbraio - Pierre Brice, attore francese († 2015)
- 6 febbraio - Alessandro Costa, politico italiano († 1992)
- 6 febbraio - Don Hanrahan, cestista statunitense († 2010)
- 6 febbraio - Sixten Jernberg, fondista svedese († 2012)
- 6 febbraio - Tao Kiang, astronomo cinese († 2009)
- 7 febbraio - Frank Cappuccino, pugile e arbitro di pugilato statunitense († 2015)
- 7 febbraio - Claudio Celli, cantante, paroliere e attore italiano († 2012)
- 7 febbraio - François Fontan, politico e linguista francese († 1979)
- 7 febbraio - Italo Insolera, architetto, urbanista e storico dell'architettura italiano († 2012)
- 7 febbraio - Alice Lok Cahana, pittrice ungherese († 2017)
- 7 febbraio - Ambrogio Ravasi, vescovo cattolico e missionario italiano († 2020)
- 8 febbraio - Gianni Carrara, fondista italiano († 1992)
- 8 febbraio - Emerico Giachery, scrittore e saggista italiano
- 8 febbraio - Karl Koller, allenatore di calcio e calciatore austriaco († 2009)
- 8 febbraio - Bill Livingstone, calciatore scozzese († 2011)
- 8 febbraio - Christian Marin, attore francese († 2012)
- 8 febbraio - Virgil Nestorescu, compositore di scacchi rumeno († 2018)
- 8 febbraio - Claude Rich, attore francese († 2017)
- 8 febbraio - Oscar Rizzato, arcivescovo cattolico italiano († 2021)
- 8 febbraio - Giovanni Battista Todescato, religioso italiano († 2016)
- 8 febbraio - Rosemarie von Trapp, cantante austriaca († 2022)
- 9 febbraio - Renato Adinolfi, scacchista italiano († 2007)
- 9 febbraio - Bill Barrett, politico statunitense († 2016)
- 9 febbraio - Taiji Kase, karateka e maestro di karate giapponese († 2004)
- 9 febbraio - Renzo Sassi, calciatore e allenatore di calcio italiano († 2018)
- 9 febbraio - Antonello Satta, giornalista e scrittore italiano († 2003)
- 10 febbraio - Hallgeir Brenden, fondista norvegese († 2007)
- 10 febbraio - Jerry Goldsmith, compositore e direttore d'orchestra statunitense († 2004)
- 10 febbraio - Marc Michel, attore svizzero († 2016)
- 10 febbraio - Rosario Riccobono, mafioso italiano († 1982)
- 10 febbraio - Josef Tauchner, sollevatore austriaco († 1983)
- 10 febbraio - Colette Thomas, nuotatrice francese († 2001)
- 11 febbraio - Mario Luigi Columba, politico e ingegnere italiano († 2021)
- 11 febbraio - Vittorio Ercoli, ex calciatore italiano
- 11 febbraio - Francesco Forte, politico e economista italiano († 2022)
- 11 febbraio - Maria Jatosti, curatrice editoriale, scrittrice e giornalista italiana
- 11 febbraio - Franca Maj, attrice italiana
- 11 febbraio - Elia Manara, politico e medico italiano († 2025)
- 11 febbraio - Burhan Sargın, calciatore turco († 2023)
- 12 febbraio - Willi Gerdau, calciatore tedesco occidentale († 2011)
- 12 febbraio - Donald Kingsbury, scrittore di fantascienza statunitense
- 13 febbraio - Eugène Parlier, calciatore svizzero († 2017)
- 13 febbraio - Frankie Sakai, comico e attore giapponese († 1996)
- 13 febbraio - Omar Torrijos, generale e politico panamense († 1981)
- 14 febbraio - Anatolij Alekseevič Bobrovskij, regista, attore e sceneggiatore sovietico († 2007)
- 14 febbraio - Hirokazu Kobayashi, artista marziale giapponese († 1998)
- 14 febbraio - Matthew G. Martínez, politico statunitense († 2011)
- 14 febbraio - Allan Miller, attore statunitense
- 14 febbraio - Vic Morrow, attore e regista statunitense († 1982)
- 14 febbraio - Moustache, batterista, attore e imprenditore francese († 1987)
- 14 febbraio - Marcello Pellegrini, ciclista su strada italiano († 2008)
- 15 febbraio - Graham Hill, pilota automobilistico britannico († 1975)
- 15 febbraio - James R. Schlesinger, economista e politico statunitense († 2014)
- 16 febbraio - Gerhard Hanappi, calciatore e architetto austriaco († 1980)
- 16 febbraio - Christian Meier, storico tedesco
- 16 febbraio - Charles Perrot, biblista e presbitero francese († 2013)
- 16 febbraio - Peter Porter, poeta australiano († 2010)
- 16 febbraio - Vincenzo Simonelli, avvocato e politico italiano († 2014)
- 16 febbraio - Petko Sirakov, lottatore bulgaro († 1996)
- 17 febbraio - Nicola Buracchio, politico italiano († 1982)
- 17 febbraio - Emanuele Dalla Fontana, calciatore italiano († 2015)
- 17 febbraio - Alejandro Jodorowsky, drammaturgo, regista e attore cileno
- 17 febbraio - Omar Monza, cestista argentino († 2017)
- 17 febbraio - Chaim Potok, scrittore e rabbino statunitense († 2002)
- 17 febbraio - Miguel Ángel Repetto, fumettista argentino († 2019)
- 17 febbraio - Nicholas Ridley, politico britannico († 1993)
- 17 febbraio - Patricia Routledge, attrice e cantante britannica
- 17 febbraio - Galina Smirnova, artista e pittrice russa († 2015)
- 17 febbraio - Giorgio Vestri, politico italiano († 2002)
- 18 febbraio - Pierre Colnard, pesista francese († 2018)
- 18 febbraio - Len Deighton, scrittore inglese
- 18 febbraio - Ivana Gattei, ballerina italiana († 2018)
- 18 febbraio - Roland Minson, cestista e allenatore di pallacanestro statunitense († 2020)
- 18 febbraio - Mario Pastore, giornalista italiano († 1996)
- 18 febbraio - Takako Saito, artista giapponese
- 18 febbraio - Günther Schramm, attore, doppiatore e conduttore televisivo tedesco
- 18 febbraio - Hannie Termeulen, nuotatrice olandese († 2001)
- 18 febbraio - Maria Teresa Cárcomo Lobo, politica e giurista portoghese († 2018)
- 19 febbraio - Max Alvarado, attore filippino († 1997)
- 19 febbraio - Björn Bjelfvenstam, attore svedese
- 19 febbraio - Hana Bobková, ginnasta ceca († 2017)
- 19 febbraio - Julius Chigbolu, altista e dirigente sportivo nigeriano († 2010)
- 19 febbraio - Felice Del Vecchio, scrittore e saggista italiano († 2024)
- 19 febbraio - Jacques Deray, regista, sceneggiatore e produttore cinematografico francese († 2003)
- 19 febbraio - Thomas Harlan, sceneggiatore e regista tedesco († 2010)
- 19 febbraio - Malcolm Hastie, pallanuotista australiano († 2017)
- 19 febbraio - Heinz Rudolf Pagels, fisico statunitense († 1988)
- 19 febbraio - Francesco di Cossé-Brissac, nobile francese († 2021)
- 20 febbraio - Amanda Blake, attrice statunitense († 1989)
- 20 febbraio - Carlo Carlini, direttore della fotografia italiano
- 20 febbraio - Luigi Crocetti, bibliotecario italiano († 2007)
- 20 febbraio - Günther Haack, attore tedesco († 1965)
- 20 febbraio - Madan Lal Puri, statistico indiano
- 20 febbraio - Aldo Spirito, ingegnere italiano († 1987)
- 21 febbraio - Ennio Cardoni, calciatore italiano († 2012)
- 21 febbraio - Angelo Carossino, politico italiano († 2020)
- 21 febbraio - Chespirito, attore, sceneggiatore e autore televisivo messicano († 2014)
- 21 febbraio - Arturo Fernández Rodríguez, attore spagnolo († 2019)
- 21 febbraio - Jiří Ječný, calciatore cecoslovacco († 2014)
- 21 febbraio - Massimo Rinaldi, ingegnere e inventore italiano († 2009)
- 22 febbraio - Giacomo Babini, vescovo cattolico italiano († 2021)
- 22 febbraio - Vincenzo Dall'Osso, pugile italiano († 2015)
- 22 febbraio - James Hong, attore, doppiatore e regista statunitense
- 22 febbraio - Rebecca Schull, attrice statunitense
- 23 febbraio - Alessio II, arcivescovo ortodosso russo († 2008)
- 23 febbraio - Herbert Mies, politico tedesco († 2017)
- 24 febbraio - Zdzisław Beksiński, pittore, fotografo e scultore polacco († 2005)
- 24 febbraio - Guglielmo Berzano, politico italiano († 2023)
- 24 febbraio - Domenico Campana, scrittore, sceneggiatore e regista italiano († 2022)
- 24 febbraio - Andre Gunder Frank, sociologo e economista tedesco († 2005)
- 24 febbraio - Anton Kopčan, calciatore cecoslovacco († 2001)
- 24 febbraio - Kintaro Ohki, wrestler sudcoreano († 2006)
- 24 febbraio - Édith Tavert, cestista e allenatrice di pallacanestro francese († 2022)
- 25 febbraio - Lino Pasquale Bonelli, critico d'arte, giornalista e poeta italiano († 1982)
- 25 febbraio - Savin Couelle, architetto francese († 2020)
- 25 febbraio - Jan Foudraine, psichiatra olandese († 2016)
- 25 febbraio - Luigi Traverso, calciatore italiano († 1990)
- 26 febbraio - Paolo Ferrari, attore, doppiatore e conduttore televisivo italiano († 2018)
- 26 febbraio - Hideo Gosha, regista giapponese († 1992)
- 26 febbraio - Carl Haas, pilota automobilistico e imprenditore statunitense († 2016)
- 26 febbraio - Ron Hayes, attore statunitense († 2004)
- 26 febbraio - Evgenij Sal'cyn, ex pallanuotista sovietico
- 26 febbraio - Emanuele Severino, filosofo italiano († 2020)
- 27 febbraio - Giorgio Arlorio, sceneggiatore e autore televisivo italiano († 2019)
- 27 febbraio - Djalma Santos, calciatore brasiliano († 2013)
- 27 febbraio - Stefan Kudelski, ingegnere polacco († 2013)
- 27 febbraio - Patricia Ward, tennista britannica († 1985)
- 27 febbraio - Elizabeth Wolgast, filosofa e scrittrice statunitense († 2020)
- 28 febbraio - Rhadi Ben Abdesselam, maratoneta e mezzofondista marocchino († 2000)
- 28 febbraio - Elio Binda, ex calciatore italiano
- 28 febbraio - Alfredo Bonazzi, poeta italiano († 2015)
- 28 febbraio - Frank Gehry, architetto canadese
- 28 febbraio - Michele Marchio, politico e avvocato italiano († 1990)
- 28 febbraio - Viktor Petrovič Nikonov, politico sovietico († 1993)